# ビカビカ☆ナイト
ビカビカ☆ナイトはSTVラジオで放送されていたラジオ番組のシリーズ。

## 概要
2004年4月3日に「シゲキと流のビカビカ☆ナイト」として放送開始。2004年9月に流が番組を卒業し、中嶋シゲキの単独番組「中嶋シゲキのビカビカ☆ナイト」にリニューアル。2006年9月に一旦終了し中嶋シゲキの出演は生放送番組「中嶋シゲキのDo!LIVEサタデー」に移行するも2007年3月終了。4月より深夜番組として再開。ナイター時は深夜、ナイターオフ時は21時台と放送していたが、2011年10月15日の放送を最後に編成上の都合により急遽終了した。

## パーソナリティ
- 中嶋シゲキ（D.O.G）
- 流（三角堂 2004年4月 - 9月）

## 放送時間
- 毎週土曜日　21時～23時15分（野球中継により変更あり、2004年4月 - 9月）
- 月曜日～金曜日　21時～22時　(2004年10月 -　）
- 毎週土曜日 21時～23時　（ - 2006年9月）
- 毎週日曜日 1時～1時30分　（2007年4月 -）
- 毎週土曜日 21時～22時　(2007年10月 - 2008年3月、2008年10月 - 2009年3月、2010年10月 - ）
- 毎週日曜日 0時30分～1時
- 毎週土曜日 22時～23時 （2009年4月 - 9月）
- 毎週土曜日 21時30分～22時 （2010年4月 - ）
- 毎週土曜日 22時～23時 （2011年4月 - 9月）

## コーナー
- シゲキの不平等条約締結
- 流の切り捨て御免
- 楽人に乾杯

## その他
- 2004年12月31日～2005年1月1日の22時から5時までは中嶋シゲキのビカビカ☆オールナイトと題して、鹿角美果、レポーター岡本博憲で年越し生放送を行った[3]。

## リンク
- 中嶋シゲキのビカビカ☆ナイト（インターネットアーカイブ、2004年10月10日） - http://www.stv.ne.jp/radio/star/index.html
- 中嶋シゲキのビカビカ☆ナイト（インターネットアーカイブ、2011年5月24日） - http://www.stv.ne.jp/radio/star/index.html

| スタブアイコン | サブスタブ | この項目は、まだ閲覧者の調べものの参照としては役立たない、ラジオ番組に関連した書きかけの項目です。この項目を加筆・訂正などしてくださる協力者を求めています（P:ラジオ/PJ:放送番組）。 |